# Шагліно
Шагліно (рос. Шаглино) — присілок у Гатчинському районі Ленінградської області Російської Федерації.
Населення становить 79 осіб. Належить до муніципального утворення Пудомязьке сільське поселення.

## Географія
Населений пункт розташований на південній околиці міста Санкт-Петербурга.

## Історія
Згідно із законом від 16 грудня 2004 року № 113—оз належить до муніципального утворення Пудомязьке сільське поселення.

## Населення
| 1838 | 1848 | 1862 | 1885 | 1928 | 1965 | 1997 |
| ---- | ---- | ---- | ---- | ---- | ---- | ---- |
| 121  | ↘116 | ↗156 | ↘126 | ↗213 | ↘171 | ↘46  |
| 2007 | 2010 | 2017 |      |      |      |      |
| ↘44  | ↗74  | ↗79  |      |      |      |      |